# Harold López-Nussa
Harold López-Nussa, nome alla nascita Harold López-Nussa Torres, (L'Avana, 13 luglio 1983), è un musicista e pianista jazz cubano.
Vive nel quartiere El Vedado de L'Avana a Cuba e ha antenati francesi da parte di sua nonna.
López-Nussa ha tenuto un concerto al Montreux Jazz Festival del 2006 e ha registrato, con l'aiuto di Claude Nobs, Sobre el Atelier in uno studio svizzero.

## Biografia
López-Nussa nacque in una famiglia di musicisti all'Avana il 13 luglio 1983. Suo padre, Ruy López-Nussa Lekszycki e suo fratello minore Ruy Adrián López-Nussa sono batteristi e percussionisti. Suo zio Ernán López-Nussa è un noto pianista jazz. Sua madre, Mayra Torres, era un'insegnante di piano.
Iniziò a suonare il pianoforte quando aveva otto anni, frequentando la scuola elementare di musica Manuel Saumell e il Conservatorio Amadeo Roldán. Dopo il diploma presso l'Instituto Superior de Artes fece una tournée con Omara Portuondo. Nel 2003 lavorò con la National Symphony Orchestra di Cuba. Due anni dopo partecipò ad un concorso di pianoforte al Montreux Jazz Festival e vinse il primo premio. Ha pubblicato il suo primo album da solista, Canciones, nel 2007. Ha lavorato con Leo Brouwer, Gilles Peterson e Alune Wade ed ha registrato con suo padre e suo fratello.

## Discografia
- 2007: Canciones (Colibrí)
- 2007: Sobre el Atelier (Harmonia Mundi)
- 2009: Herencia with Felipe Cabrera, Ruy Adrián López-Nussa (World Village)
- 2011: El Pais de Las Maravillas (World Village)
- 2013: New Day (Harmonia Mundi)
- 2015: Havana – Paris – Dakar (World Village)
- 2016: El Viaje (Mack Avenue)[4]
- 2018: Un Dia Cualquiera (Mack Avenue)